# Passante ferroviario di Napoli
Il passante ferroviario di Napoli è una linea ferroviaria elettrificata e a doppio binario che, partendo dalla stazione di Villa Literno, attraversa da ovest a est la città di Napoli, fino a giungere alla stazione di Napoli Gianturco.
Principalmente il passante è percorso dai treni della linea 2 del servizio ferroviario metropolitano di Napoli, i quali effettuano la relazione Pozzuoli Solfatara-Napoli San Giovanni-Barra. È inoltre interessato da diversi treni metropolitani in servizio regionale che effettuano le tratte Napoli Campi Flegrei-Caserta (via Cancello)/Salerno/Castellammare di Stabia, mentre gli unici treni regionali che interessano solo parzialmente la linea sono quelli che effettuano le tratte Napoli Campi Flegrei-Villa Literno/Caserta (via Villa Literno).

## Storia
Con la costruzione della direttissima Roma-Napoli, fu creato un percorso che collegasse direttamente la linea per Salerno con quella per Roma, senza bisogno di invertire la marcia dei treni nella stazione di Napoli Centrale. Si decise inoltre di realizzare un passante ferroviario di penetrazione urbana sotterraneo (il primo in Italia) con numerose stazioni urbane sia in superficie che sotterranee, in modo da offrire alla città di Napoli un autentico servizio metropolitano.
Nonostante i lavori fossero cominciati nel 1906, l'inizio del servizio metropolitano tra Pozzuoli e la stazione di Piazza Garibaldi avvenne solo il 20 settembre 1925, a causa della prima guerra mondiale, che bloccò i lavori per diversi anni, ma anche e soprattutto delle caratteristiche morfologiche dei luoghi.
Il 12 maggio 1927 venne attivata la tratta orientale, dalla stazione di Piazza Garibaldi, realizzata in posizione sotterranea nella medesima area della preesistente stazione di Napoli Centrale, al nuovo capolinea di Via Gianturco; inoltre venne attivata la fermata di Piazza Leopardi.
Nella costruzione delle stazioni ci fu una grande cura; in particolare i fabbricati viaggiatori di Napoli Mergellina (già Chiaia) e Napoli Campi Flegrei (già Fuorigrotta) furono edificati in elegante stile Liberty.
Nel 1935 il passante, originariamente attrezzato con alimentazione a terza rotaia a 650 V in corrente continua, venne convertito ad alimentazione a 3 kV, sempre in corrente continua, tramite linea aerea di contatto.
Nel dopoguerra fu aggiunta la stazione di Cavalleggeri Aosta e ristrutturate tutte le altre, in primis Piazza Garibaldi.
La linea è utilizzata dai treni metropolitani della linea 2 della metropolitana di Napoli, oltre che da metropolitani da Caserta, Castellammare di Stabia e Salerno e regionali da Villa Literno che limitano le corse alla stazione di Campi Flegrei. Fino all'inizio del 2009 presso le stazioni di Napoli Piazza Garibaldi, Napoli Mergellina e Napoli Campi Flegrei erano anche effettuate fermate di treni InterCity ed Eurostar.
Dal 14 dicembre 2014 il capolinea per i treni metropolitani è stato spostato da Napoli Gianturco a Napoli San Giovanni-Barra, ancora oggi capolinea della linea 2 (Pozzuoli Solfatara-Napoli San Giovanni-Barra).

## Caratteristiche
| Continuation backward |

| Station on track |

|  | Unknown route-map component "ABZgl" | Unknown route-map component "CONTfq" |

| Stop on track |

| Enter and exit tunnel |

| Unknown route-map component "CONTgq" | Unknown route-map component "KRZo" | Unknown route-map component "CONTfq" |

| Stop on track |

| Small non-passenger station on track |

| Station on track |

| Enter and exit tunnel |

| Stop on track |

| Unknown route-map component "c" | Unknown route-map component "CONTgq" | Unknown route-map component "dKRZo" | Unknown route-map component "ABZq+r" | Unknown route-map component "cCONTfq" |

|  | Unknown route-map component "dSHI3g+l" | Unknown route-map component "SHI3r" |

| Stop on track |

| Station on track |

| Stop on track |

| Enter and exit tunnel |

| Stop on track |

| Unknown route-map component "tSTRa" |

| Unknown route-map component "tHST" |

| Unknown route-map component "tHST" |

| Unknown route-map component "tHST" |

| Unknown route-map component "tHST" |

|  |  | Unknown route-map component "tSTRe" |  | Head station |

|  |  | Unknown route-map component "ABZg+l" | Transverse track | Unknown route-map component "ABZgr" |

|  |  | Station on track |  | Straight track |

|  |  | Unknown route-map component "ABZgl" | Unknown route-map component "STR+r" | Straight track |

|  |  | Unknown route-map component "eHST" | Straight track | Straight track |

|  |  |  | Unknown route-map component "ABZg+l" | Unknown route-map component "ABZql" | Unknown route-map component "ABZqlr" | Unknown route-map component "CONTfq" |

|  |  |  | Continuation forward |

### Fonti
- Rete Ferroviaria Italiana, Fascicolo Linea 129
- Antonella Marciano, FS: le modifiche e il potenziamento, in Tutto treno, anno 11º, n. 105, speciale dedicato alla stazione di Napoli Centrale, gennaio 1998,  pp. 34-39, ISSN 1124-4232 (WC · ACNP).
- Touring Club Italiano, La direttissima Roma - Napoli, Parte II: dal Volturno a Pozzuoli (PDF), in Le vie d'Italia, anno 3º, n. 1, gennaio 1919,  pp. 341-348.

### Testi di approfondimento
- La direttissima Roma-Napoli ed il tronco urbano di Napoli, in Rivista tecnica delle ferrovie italiane, gennaio 1912.